# Witchblade (TV-serie)
Witchblade är en amerikansk TV-serie som ursprungligen sändes på TNT mellan den 12 juni 2001 och den 26 augusti 2002. Den är baserad på serietidningen med samma titel. TV-seriens huvudperson, Sara "Pez" Pezzini, spelas av Yancy Butler.

## Rollista

### Huvudroller
- Yancy Butler som Det. Sara "Pez" Pezzini
- David Chokachi som Det. Jake McCartey
- Anthony Cistaro som Kenneth Irons
- Will Yun Lee som Det. Danny Woo
- John Hensley som Gabriel Bowman
- Eric Etebari som Ian Nottingham